# Międzynarodowy Instytut Socjologiczny
Międzynarodowy Instytut Socjologiczny (The International Institute of Sociology - IIS) − najstarsza organizacja socjologów, założona w 1893 roku przez René Wormsa. Jednym z jej pierwszych wiceprezydentów był Leon Petrażycki.